# Riacho Monte Lindo Chico
El Riacho Monte Lindo Chico es un pequeño curso de agua que nace en la laguna Ñaconte Guazú y recorre 160 km. hacia el este hasta desembocar en el Riacho Monte Lindo Grande. Su curso es sinuoso e irregular, con inflexiones bruscas y meandros muy deformados.
- Datos: Q16625279